# Metriocnemus viridiventris
Metriocnemus viridiventris är en tvåvingeart som först beskrevs av Jean-Jacques Kieffer 1912.  Metriocnemus viridiventris ingår i släktet Metriocnemus och familjen fjädermyggor.
Artens utbredningsområde är Tyskland. Inga underarter finns listade i Catalogue of Life.